# Lista Zastępców Przewodniczącego Trybunału Konstytucyjnego (Portugalia)
Lista Zastępców Przewodniczącego Trybunału Konstytucyjnego Portugalii – wykaz wszystkich Zastępców Przewodniczącego Trybunału Konstytucyjnego w Portugalii.
Zastępca Przewodniczącego Trybunału Konstytucyjnego (port. Vice-Presidente do Tribunal Constitucional) – sędzia Trybunału Konstytucyjnego, wybierany przez wszystkich sędziów Trybunału spośród własnego grona na 4,5-letnią kadencję, z możliwością reelekcji, nie dłużej jednak niż okres sprawowania funkcji sędziego Trybunału, do którego zadań poza obowiązkami wynikającymi z bycia członkiem jednej z sekcji, należy przewodniczenie obradom jednej z sekcji, której nie jest członkiem, zastępowanie Przewodniczącego w czasie jego nieobecności, wspomaganie go w wykonywaniu jego uprawnień.

## Lista
| Zastępca Przewodniczącego Trybunału Konstytucyjnego | Zastępca Przewodniczącego Trybunału Konstytucyjnego | Zastępca Przewodniczącego Trybunału Konstytucyjnego | Zastępca Przewodniczącego Trybunału Konstytucyjnego | Zastępca Przewodniczącego Trybunału Konstytucyjnego | Zastępca Przewodniczącego Trybunału Konstytucyjnego | Zastępca Przewodniczącego Trybunału Konstytucyjnego |
| Lp.                                                 | Okres pełnienia funkcji                             | Okres pełnienia funkcji                             | Sędzia                                              | Okres zasiadania w Trybunale Konstytucyjnym         | Okres zasiadania w Trybunale Konstytucyjnym         | Uwagi                                               |
| Lp.                                                 | od                                                  | do                                                  | Sędzia                                              | od                                                  | do                                                  | Uwagi                                               |
| --------------------------------------------------- | --------------------------------------------------- | --------------------------------------------------- | --------------------------------------------------- | --------------------------------------------------- | --------------------------------------------------- | --------------------------------------------------- |
| 1.                                                  | 1983                                                | 1989                                                | José Maria Barbosa de Magalhães Godinho             | 1983                                                | 1989                                                | [ 4 ]                                               |
| 2.                                                  | 1989                                                | 2003                                                | Luís Manuel César Nunes de Almeida                  | 1983                                                | 2004                                                | w latach 2003-2004 Przewodniczący                   |
| 3.                                                  | 2003                                                | 2007                                                | Rui Manuel Gens de Moura Ramos                      | 2003                                                | 2012                                                | w latach 2007-2012 Przewodniczący                   |
| 4.                                                  | 2007                                                | 2012                                                | Gil Manuel Gonçalves Gomes Galvão                   | 2002                                                | 2012                                                | [ 7 ]                                               |
| 5.                                                  | 2012                                                | 2016                                                | Maria Lúcia da Conceição Abrantes Amaral            | 2007                                                | 2016                                                | [ 8 ]                                               |
| 6.                                                  | 2016                                                | 2021                                                | João Pedro Barrosa Caupers                          | 2014                                                | nadal                                               | od 2021 Przewodniczący                              |
| 7.                                                  | 2021                                                | nadal                                               | Pedro Manuel Pena Chancerelle de Machete            | 2012                                                | nadal                                               | [ 10 ]                                              |